# ديفيد روكويل
ديفيد روكويل (بالإنجليزية: David Rockwell)‏ هو مصمم ومهندس معماري أمريكي، ولد في 1956 في شيكاغو في الولايات المتحدة.

## وصلات خارجية
- ديفيد روكويل على موقع IMDb (الإنجليزية)
- ديفيد روكويل على موقع قاعدة بيانات برودواي على الإنترنت (الإنجليزية)
- ديفيد روكويل على موقع قاعدة بيانات الفيلم (الإنجليزية)